# Liste der Nummer-eins-Hits in Italien (1981)
Diese Liste der Nummer-eins-Hits basiert auf den Charts des italienischen Musikmagazins Musica e dischi im Jahr 1981. Es gab in diesem Jahr 13 Nummer-eins-Singles und acht Nummer-eins-Alben.

## Singles
| ← 1980 ← | Liste der Nummer-eins-Hits in Italien (M&D) | Liste der Nummer-eins-Hits in Italien (M&D) | Liste der Nummer-eins-Hits in Italien (M&D)                                     | 1982 → |
| \| Zeitraum \| Wo. ges. \| Interpret \| Titel Autor(en) \| Zusätzliche Informationen \| \| (Zeitraum, Wochen auf Platz eins, Interpret, Titel, Autor[en], zusätzliche Informationen) \| \| \| \| \| \| ----------------------------------------------------------------------------------------- \| -------- \| ----------------- \| ------------------------------------------------------------------------------- \| --------------------------------------------------------------------------------------------------------------------------------------------------------------------------------------------------------------------------------------------------------------------------------------------------------------------------------------------------------------------------------------------------------- \| \| 1. Woche 1 Woche (insgesamt 5) \| 5 \| Diana Ross \| Upside Down Nile Rodgers, Bernard Edwards \| – \| \| 2.–6. Woche 5 Wochen (insgesamt 10) \| 10 \| Stevie Wonder \| Master Blaster Stevie Wonder \| – \| \| 7.–9. Woche 3 Wochen \| 3 \| Alice \| Per Elisa Franco Battiato, Giusto Pio \| Die Siegerin des Sanremo-Festivals 1981 schaffte mit ihrem Lied den Direkteinstieg auf Platz eins. \| \| 10.–12. Woche 3 Wochen \| 3 \| Loretta Goggi \| Maledetta primavera Amerigo Cassella, Gaetano „Totò“ Savio \| Goggi erzielte mit diesem Lied beim Sanremo-Festival den zweiten Platz. \| \| 13.–14. Woche 2 Wochen \| 2 \| Claudio Cecchetto \| Gioca Jouer Claudio Cecchetto, Claudio Simonetti \| DJ und Produzent Cecchetto, der 1981 zum zweiten Mal als Moderator des Sanremo-Festivals in Erscheinung trat, lieferte mit dem Nonsenslied die Titelmelodie des Festivals. \| \| 15.–21. Woche 7 Wochen \| 7 \| Ricchi e Poveri \| Sarà perché ti amo Pupo, Daniele Pace, Dario Farina \| Nach einem fünften Platz beim Sanremo-Festival entwickelte sich der Beitrag zum bis dahin größten Hit der genuesischen Band. \| \| 22.–25. Woche 4 Wochen \| 4 \| Lio \| Amoureux solitaires Elli Medeiros, Denis Quilliard \| Lio war mit dem Lied zuvor als internationaler Gast beim Sanremo-Festival aufgetreten. \| \| 26. Woche 1 Woche (insgesamt 4) \| 4 \| Edoardo Bennato \| Canta appress’a nuje Edoardo Bennato \| Der im neapolitanischen Dialekt gehaltene Ska-Song mit der A-Seite E invece no brachte Bennato zurück an die Spitze der Singlecharts. \| \| 27.–28. Woche 2 Wochen \| 2 \| Pooh \| Chi fermerà la musica Roby Facchinetti, Valerio Negrini \| – \| \| 29.–31. Woche 3 Wochen (insgesamt 4) \| 4 \| Edoardo Bennato \| Canta appress’a’ nuie Edoardo Bennato \| – \| \| 32.–42. Woche 11 Wochen \| 11 \| Nikka Costa \| (Out Here) On My Own Lesley Gore, Michael Gore \| Ursprünglich 1980 in der Version von Irene Cara im Soundtrack des Films Fame – Der Weg zum Ruhm veröffentlicht, landete die damals neun Jahre alte Nikka Costa mit dem Lied einen europäischen Hit. Die Coverversion wurde in Mailand aufgenommen, an der Gitarre wurde Nikka von ihrem Vater Don Costa begleitet.[1] Zusammen traten sie in Italien u. a. beim Wettbewerb Festivalbar dieses Jahres auf. \| \| 43.–48. Woche 6 Wochen \| 6 \| Kim Carnes \| Bette Davis Eyes Jackie DeShannon, Donna Weiss \| – \| \| 49.–51. Woche 3 Wochen \| 3 \| Heather Parisi \| Cicale Alberto Testa, Tony De Vita, Silvio Testi, Franco Miseria, Antonio Ricci \| Das Nonsenslied des US-amerikanischen Showgirls bildete die Titelmelodie der zweiten Staffel der Rai-1-Fernsehshow Fantastico. \| \| 52. Woche 1981 – 6. Woche 1982 7 Wochen (insgesamt 7) \| 7 \| Richard Sanderson \| Reality Vladimir Cosma, Jeff Jordan \| Der Titelsong des Films La Boum – Die Fete war Sandersons erster und letzter großer Erfolg. \| |                                             |                                             |                                                                                 | |
| ← 1980 |                                             |                                             |                                                                                 | → 1982 → |
| Zeitraum | Wo. ges.                                    | Interpret                                   | Titel Autor(en)                                                                 | Zusätzliche Informationen |
| (Zeitraum, Wochen auf Platz eins, Interpret, Titel, Autor[en], zusätzliche Informationen) |                                             |                                             |                                                                                 | |
| 1. Woche 1 Woche (insgesamt 5) | 5                                           | Diana Ross                                  | Upside Down Nile Rodgers, Bernard Edwards                                       | – |
| 2.–6. Woche 5 Wochen (insgesamt 10) | 10                                          | Stevie Wonder                               | Master Blaster Stevie Wonder                                                    | – |
| 7.–9. Woche 3 Wochen | 3                                           | Alice                                       | Per Elisa Franco Battiato, Giusto Pio                                           | Die Siegerin des Sanremo-Festivals 1981 schaffte mit ihrem Lied den Direkteinstieg auf Platz eins. |
| 10.–12. Woche 3 Wochen | 3                                           | Loretta Goggi                               | Maledetta primavera Amerigo Cassella, Gaetano „Totò“ Savio                      | Goggi erzielte mit diesem Lied beim Sanremo-Festival den zweiten Platz. |
| 13.–14. Woche 2 Wochen | 2                                           | Claudio Cecchetto                           | Gioca Jouer Claudio Cecchetto, Claudio Simonetti                                | DJ und Produzent Cecchetto, der 1981 zum zweiten Mal als Moderator des Sanremo-Festivals in Erscheinung trat, lieferte mit dem Nonsenslied die Titelmelodie des Festivals. |
| 15.–21. Woche 7 Wochen | 7                                           | Ricchi e Poveri                             | Sarà perché ti amo Pupo, Daniele Pace, Dario Farina                             | Nach einem fünften Platz beim Sanremo-Festival entwickelte sich der Beitrag zum bis dahin größten Hit der genuesischen Band. |
| 22.–25. Woche 4 Wochen | 4                                           | Lio                                         | Amoureux solitaires Elli Medeiros, Denis Quilliard                              | Lio war mit dem Lied zuvor als internationaler Gast beim Sanremo-Festival aufgetreten. |
| 26. Woche 1 Woche (insgesamt 4) | 4                                           | Edoardo Bennato                             | Canta appress’a nuje Edoardo Bennato                                            | Der im neapolitanischen Dialekt gehaltene Ska-Song mit der A-Seite E invece no brachte Bennato zurück an die Spitze der Singlecharts. |
| 27.–28. Woche 2 Wochen | 2                                           | Pooh                                        | Chi fermerà la musica Roby Facchinetti, Valerio Negrini                         | – |
| 29.–31. Woche 3 Wochen (insgesamt 4) | 4                                           | Edoardo Bennato                             | Canta appress’a’ nuie Edoardo Bennato                                           | – |
| 32.–42. Woche 11 Wochen | 11                                          | Nikka Costa                                 | (Out Here) On My Own Lesley Gore, Michael Gore                                  | Ursprünglich 1980 in der Version von Irene Cara im Soundtrack des Films Fame – Der Weg zum Ruhm veröffentlicht, landete die damals neun Jahre alte Nikka Costa mit dem Lied einen europäischen Hit. Die Coverversion wurde in Mailand aufgenommen, an der Gitarre wurde Nikka von ihrem Vater Don Costa begleitet. Zusammen traten sie in Italien u. a. beim Wettbewerb Festivalbar dieses Jahres auf. |
| 43.–48. Woche 6 Wochen | 6                                           | Kim Carnes                                  | Bette Davis Eyes Jackie DeShannon, Donna Weiss                                  | – |
| 49.–51. Woche 3 Wochen | 3                                           | Heather Parisi                              | Cicale Alberto Testa, Tony De Vita, Silvio Testi, Franco Miseria, Antonio Ricci | Das Nonsenslied des US-amerikanischen Showgirls bildete die Titelmelodie der zweiten Staffel der Rai-1-Fernsehshow Fantastico. |
| 52. Woche 1981 – 6. Woche 1982 7 Wochen (insgesamt 7) | 7                                           | Richard Sanderson                           | Reality Vladimir Cosma, Jeff Jordan                                             | Der Titelsong des Films La Boum – Die Fete war Sandersons erster und letzter großer Erfolg. |

## Alben
| ← 1980 ← | Liste der Nummer-eins-Alben in Italien (M&D) | Liste der Nummer-eins-Alben in Italien (M&D) | Liste der Nummer-eins-Alben in Italien (M&D) | 1982 →                                                                                      |
| \| Zeitraum \| Wo. ges. \| Interpret \| Titel \| Zusätzliche Informationen \| \| (Zeitraum, Wochen auf Platz eins, Interpret, Titel, zusätzliche Informationen) \| \| \| \| \| \| ------------------------------------------------------------------------------ \| -------- \| ---------------- \| -------------------- \| ------------------------------------------------------------------------------------------- \| \| 38. Woche 1980 – 7. Woche 1981 22 Wochen \| 22 \| Lucio Dalla \| Dalla \| – \| \| 8.–12. Woche 5 Wochen \| 5 \| Barbra Streisand \| Guilty \| – \| \| 13.–20. Woche 8 Wochen \| 8 \| Dire Straits \| Making Movies \| – \| \| 21.–26. Woche 6 Wochen \| 6 \| Renato Zero \| Icaro \| – \| \| 27.–40. Woche 14 Wochen \| 14 \| Claudio Baglioni \| Strada facendo \| – \| \| 41.–49. Woche 9 Wochen \| 9 \| Pooh \| Buona fortuna \| Nach der Singleauskopplung Chi fermerà la musica schaffte es auch das Album auf Platz eins. \| \| 50. Woche 1 Woche \| 1 \| The Police \| Ghost in the Machine \| – \| \| 51. Woche 1981 – 3. Woche 1982 5 Wochen (insgesamt 5) \| 5 \| Renato Zero \| Artide Antartide \| – \| |                                              |                                              |                                              |                                                                                             |
| ← 1980 |                                              |                                              |                                              | → 1982 →                                                                                    |
| Zeitraum | Wo. ges.                                     | Interpret                                    | Titel                                        | Zusätzliche Informationen                                                                   |
| (Zeitraum, Wochen auf Platz eins, Interpret, Titel, zusätzliche Informationen) |                                              |                                              |                                              |                                                                                             |
| 38. Woche 1980 – 7. Woche 1981 22 Wochen | 22                                           | Lucio Dalla                                  | Dalla                                        | –                                                                                           |
| 8.–12. Woche 5 Wochen | 5                                            | Barbra Streisand                             | Guilty                                       | –                                                                                           |
| 13.–20. Woche 8 Wochen | 8                                            | Dire Straits                                 | Making Movies                                | –                                                                                           |
| 21.–26. Woche 6 Wochen | 6                                            | Renato Zero                                  | Icaro                                        | –                                                                                           |
| 27.–40. Woche 14 Wochen | 14                                           | Claudio Baglioni                             | Strada facendo                               | –                                                                                           |
| 41.–49. Woche 9 Wochen | 9                                            | Pooh                                         | Buona fortuna                                | Nach der Singleauskopplung Chi fermerà la musica schaffte es auch das Album auf Platz eins. |
| 50. Woche 1 Woche | 1                                            | The Police                                   | Ghost in the Machine                         | –                                                                                           |
| 51. Woche 1981 – 3. Woche 1982 5 Wochen (insgesamt 5) | 5                                            | Renato Zero                                  | Artide Antartide                             | –                                                                                           |